# Hurlebach
Der Hurlebach oder die Hurle ist ein etwa acht Kilometer langer rechter Nebenfluss der Oker im Landkreis Goslar, der in Harlingerode entspringt, bei Vienenburg den Vienenburger See durchfließt und etwa 800 Meter weiter östlich in die Oker mündet.

## Geschichte und Etymologie
Eine sichere Deutung des Flussnamens ist nicht möglich, da die Quellenlage über den Hurlebach nur spärlich ist. Er wurde 1174 als Hurla und 1548 (Ostfälisch) als Hurlebeeck genannt. Schlüssig sind einerseits ein Zusammenhang mit dem geografisch eng verwobenen Harlyberg als Namensvetter, andererseits aber auch eine urgermanische Wurzel *hurhwą, die unter anderem in Altsächsisch horu „Dreck, Fäule, Schmutz“ zu finden ist, während das -le ein zu althochdeutsch lacha (Fluss) verwandter erodierter Bachsuffix ist und zu engl. lake in Beziehung steht. Für letztere Hypothese spricht ebenfalls, dass die Namenswurzel auch in Hurewelbach deutlich erkennbar ist, ein in Bayern vertretener historischer Name, der sich zu Hörlbach entwickelt hat und damit einen Ursprung auf ein allgemeines Wort anstatt einer bestimmten Bezeichnung belegt. In Anbetracht dieser Deutung lässt sich der Hurlebach also mit „die Schmutzige, das Abwasser“ übersetzen.
In einem geschichtlichen Nachschlagwerk wird zudem der mögliche Alternativname Monneckenbeke (Monneckenbach, „Mönchsbach“) für den Hurlebach genannt.
Im 20. Jahrhundert wurde der Hurlebach abschnittsweise verrohrt, in Vienenburg zwischen den Jahren 1960 und 1983. Auch in Harlingerode ist der Hurlebach zum Großteil als Verrohrung ausgelegt worden.

## Verlauf

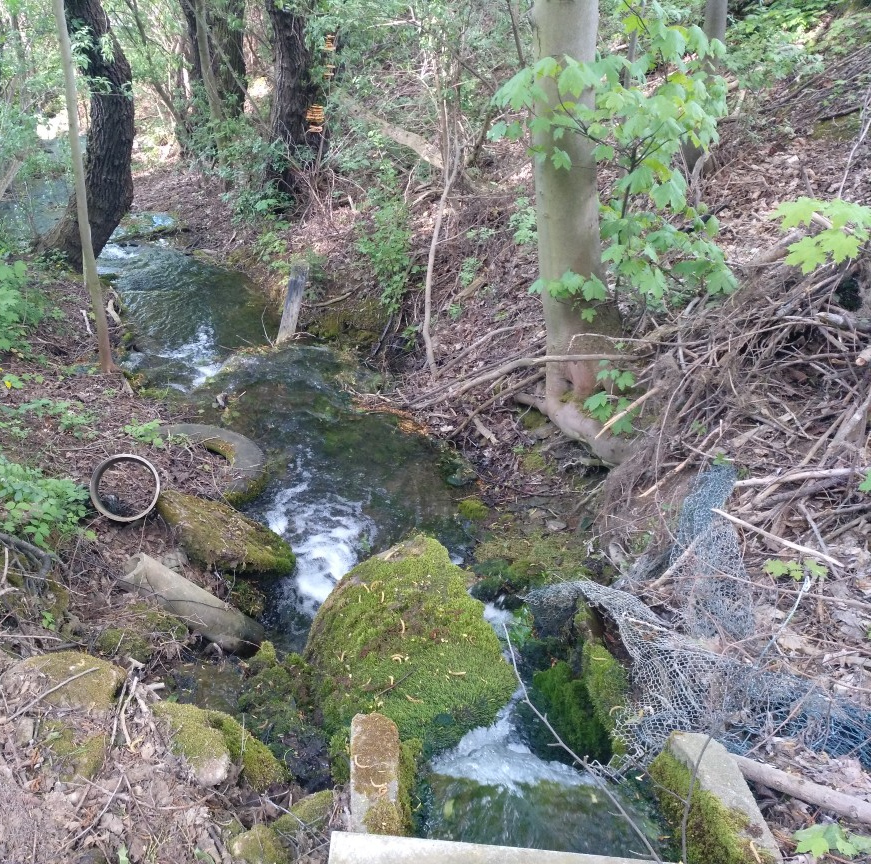
Zustand nördlich der Grube Hansa

Die Frage, wo genau der Hurlebach offiziell entspringt, ist strittig. Da der Hurlebach im Laufe des 20. Jahrhunderts im Oberlauf fast vollständig verrohrt wurde, legt man sich in der Regel auf den Austritt nördlich von Harlingerode fest. Nach älterer offizieller Definition entspringt der Hurlebach auf einer Höhe von 185 m ü. NHN auf der Altfeldwiese, eine im Ortskern von Harlingerode eingebettete Flur. Außer Acht gelassen wird von beiden Versionen, dass der Hurlebach bereits deutlich weiter südlich – genauer, ab der ehemaligen Grube Hansa – als Fließgewässer auftritt und nach seinem erstmaligen Austritt bei 51° 54′ N, 10° 31′ O einen Teich speist und mehrere private Grundstücke durchfließt, bevor er südlich der Landstraße in die Verrohrung eintritt. Historisch wird dieser Abschnitt Bruchreihe genannt.
Der verrohrte Hurlebach ist durch auffällige Fließgeräusche aus der Kanalisation wahrnehmbar. Nördlich der Landstraße strebt er zunächst der Straße Viehweide zu, um hier in etwa parallel bis nördlich der Bahnstrecke zu verlaufen und nach Osten abzuknicken. Hier befindet sich in der Altfeldwiese, ein unbebautes Gebiet in der Harlingeröder Ortsmitte, die offiziell definierte Quelle. Der Bach fließt anschließend nach Norden ab, knickt bei der Brunnenstraße nach Westen ab und verläuft bis zur Einmündung der Meinigstraße unterirdisch am Westrand der Straße Viehweide. Hinter einem Gebäude nordöstlich der Straßeneinmündung tritt der Bach zutage und verlässt nach etwa 100 Metern den Ort. Kurz hinter Harlingerode mündet der Frobach von Südosten kommend ein, an derselben Stelle knickt der Bach nach Nordwesten ab. Im weiteren Verlauf unterquert der Hurlebach die Bahnstrecke Goslar–Vienenburg, hinter dieser der Hurlebach nach Nordosten abknickt und die Wüstung Döringerode durchfließt. Linksseitig der nun weitgehend monotonen Bachführung verläuft die L 518, jenseits derer sich die Kiesteiche der Oker-Steinfelder im Naturschutzgebiet „Okertal südlich Vienenburg“ ausdehnen. Die Wüstung Wenderode schließt sich rechtsseitig zwischen Harlingerode und Wöltingerode an.
Der Bach mündet in den künstlich angelegten Vienenburger See am westlichen Ufer (Koordinaten: 51° 57′ N, 10° 33′ O) und erreicht die Oker weiter östlich kurz vor der Einmündung der Radau auf einer Höhe von 132 m.

## Strukturgüte
Die Strukturgüte des Baches darf wegen des kanalartigen Verlaufs und der fehlenden Beschattung als ausgesprochen schlecht bewertet werden. Im Gewässergütebericht des NLWKN von 2002 wird dem Bach die biologische Qualitätsnote II zuerkannt. Vorwiegend Larven verschiedener Köcherfliegenarten besiedeln das Biotop im Hurlebach, ferner sind auch Eintagsfliegen und Bachflohkrebse vertreten. Die Artenarmut ist insbesondere im Oberlauf bei Harlingerode stark, während in Richtung Vienenburg eine zunehmende Artenfülle feststellbar ist.

## Galerie
- Zulauf des Hurlebachs bei der Grube Hansa

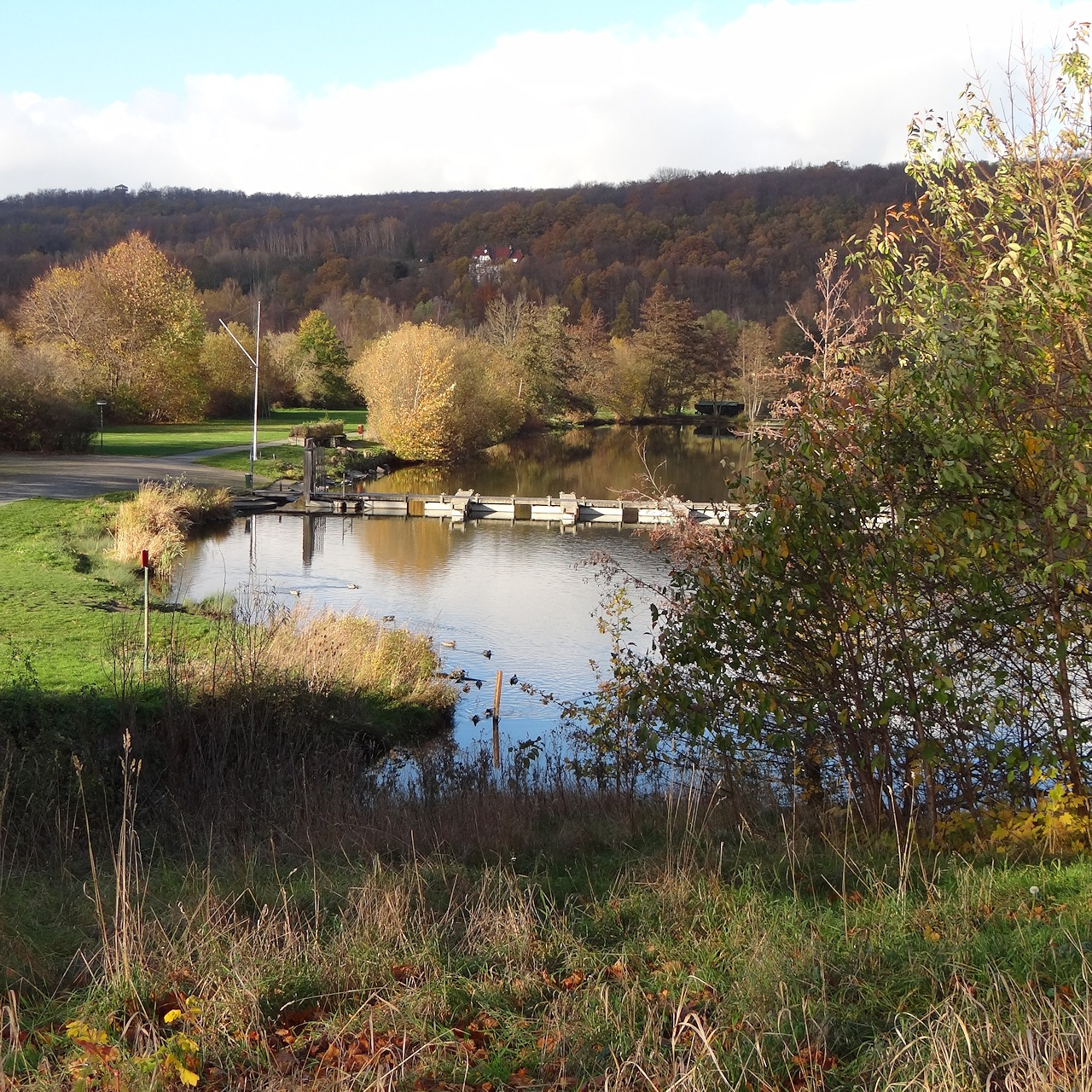
Mündung des Hurlebachs in den Vienenburger See
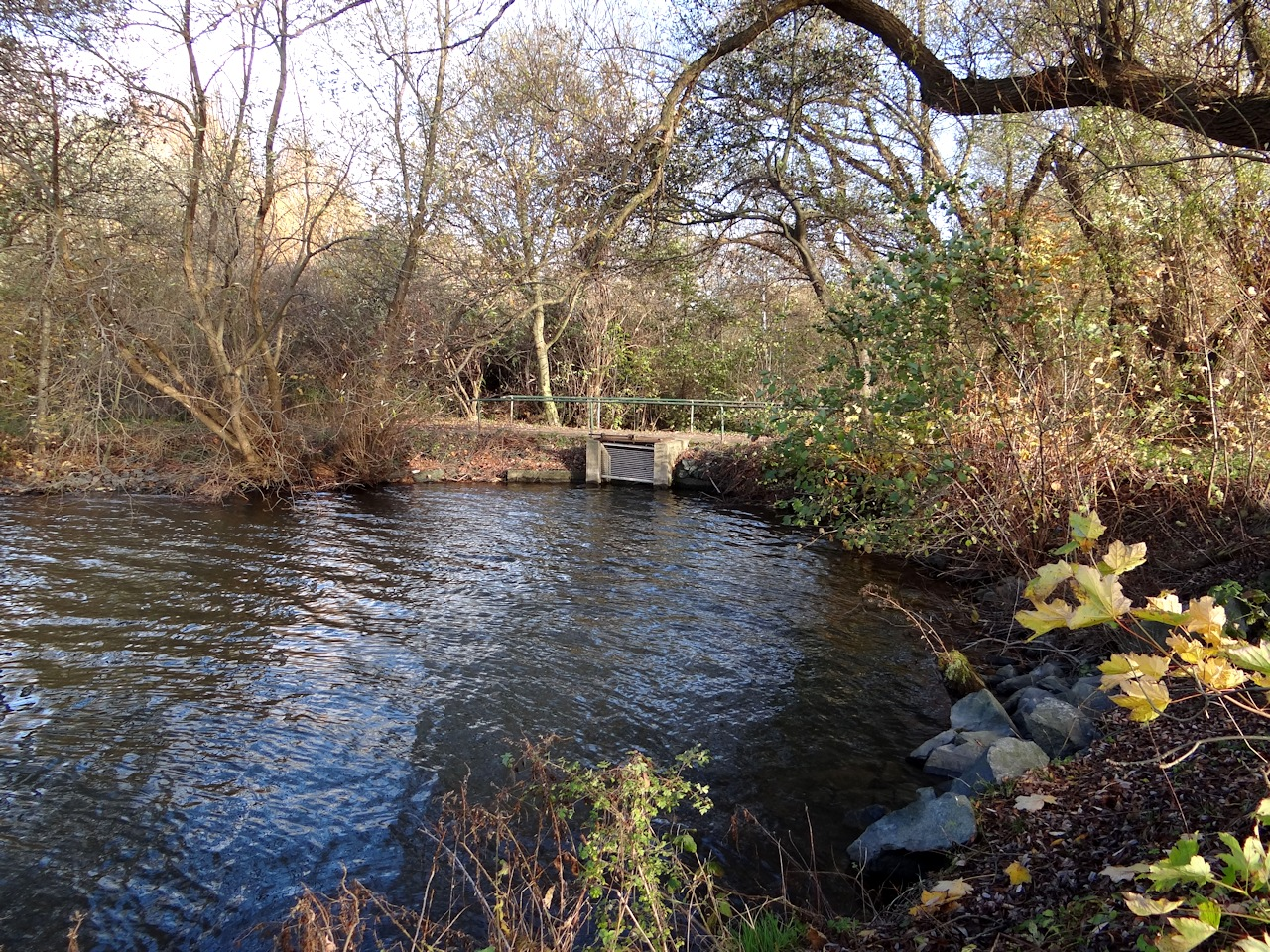
Auslauf des Hurlebachs aus dem Vienenburger See
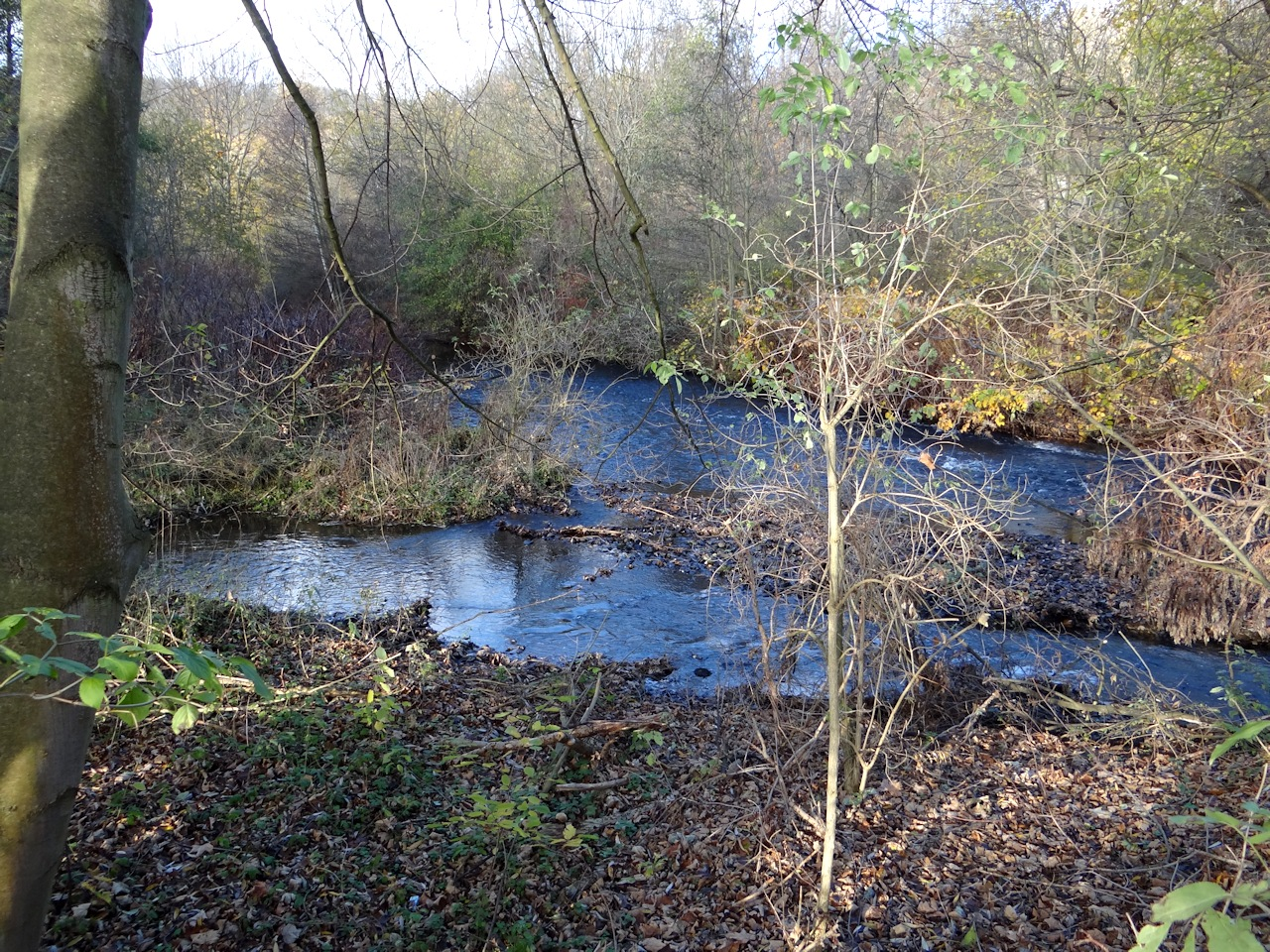
Mündung des Hurlebachs (vorn, von links) in die Oker unterhalb des Sees